# Kepler-1625
Kepler-1625 ist ein Stern im Sternbild Schwan, der rund 8000 Lichtjahre von der Sonne entfernt ist. Er wird von mindestens einem Exoplaneten umkreist, der seinerseits möglicherweise von einem Exomond begleitet wird. Kepler-1625 hat eine scheinbare Helligkeit von nur rund 14 mag (K-Band) und kann somit nicht mit dem bloßen Auge beobachtet werden.

## Planetensystem
Basierend auf Beobachtungen des Sterns durch das Weltraumteleskop Kepler mittels der Transitmethode wurde 2016 die Entdeckung eines Planeten um Kepler-1625 bekanntgegeben, der die Bezeichnung Kepler-1625b trägt. Nach 2017 veröffentlichten Untersuchungen wird der etwa jupitergroße Planet möglicherweise von einem neptungroßen Mond umkreist.